# نها پندسه
نها پندسه (به انگلیسی: Neha Pendse) (زاده ۲۹ نوامبر ۱۹۸۴) بازیگر هندی است.
از فیلم‌هایی که وی در آن نقش داشته است می‌توان به دیوانه، سوامی، عشق بازی نیست و دل هنوز بچه است اشاره کرد.